# Округ Рич (Јута)
Рич (енгл. Rich County) је округ у америчкој савезној држави Јута. По попису из 2010. године број становника је 2.264.

## Демографија
Према попису становништва из 2010. у округу је живело 2.264 становника, што је 303 (15,5%) становника више него 2000. године.
| Група             | 2000.         | 2010.         |
| Белци             | 1.908 (97,3%) | 2.131 (94,1%) |
| Афроамериканци    | 0 (0,0%)      | 0 (0,0%)      |
| Азијати           | 8 (0,4%)      | 7 (0,3%)      |
| Хиспаноамериканци | 36 (1,8%)     | 96 (4,2%)     |
| Укупно            | 1.961         | 2.264         |